# Bibliothécaire du Congrès

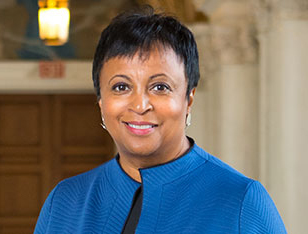
Carla Hayden, actuelle (2023) bibliothécaire du Congrès.

Le bibliothécaire du Congrès (librarian of Congress) est le dirigeant de la  bibliothèque du Congrès. Ce poste a été créé en 1802, deux ans après la fondation de la bibliothèque. Il est attribué à vie, par le président des États-Unis, sur le conseil et avec l'accord du Sénat des États-Unis.

## Les bibliothécaires du Congrès
En un peu plus de deux siècles, le poste a été occupé par :
1. John J. Beckley (1802-1807)
2. Patrick Magruder (1807-1815)
3. George Watterston (1815–1829).
4. John Silva Meehan (1829–1861).
5. John Gould Stephenson (1861–1864).
6. Ainsworth Rand Spofford (1864–1897).
7. John Russell Young (1897–1899).
8. Herbert Putnam (1899–1939).
9. Archibald MacLeish (1939–1944).
10. Luther H. Evans (1945–1953).
11. Lawrence Quincy Mumford (1954–1974).
12. Daniel J. Boorstin (1975–1987).
13. James Hadley Billington (1987–30 septembre 2015[2],[note 1]).
14. Carla Hayden (depuis le 14 septembre 2016)